# 大原郡
- 令制国一覧 > 山陰道 > 出雲国 > 大原郡
- 日本 > 中国地方 > 島根県 > 大原郡

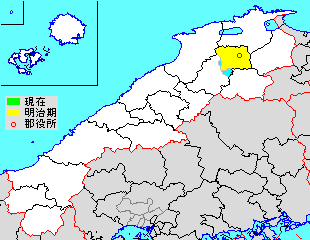
島根県大原郡の位置（水色：後に他郡から編入した区域）

大原郡（おおはらぐん）は、かつて島根県（出雲国）にあった郡。

## 郡域
1879年（明治12年）に行政区画として発足した当時の郡域は、雲南市の一部（大東町各町・加茂町各町および木次町下熊谷・木次町上熊谷・木次町湯村・木次町平田・木次町北原を除く木次町各町）にあたる。

## 歴史

### 古代
律令制の施行により制定されたと考えられる。郡家は当初大原にあったが、後に斐伊郷に移転した。

#### 郷里
天平5年（733年）2月30日に成立したとされる『出雲国風土記』には8つの郷の内に24の里があったとされ、以下の郷の記載がある。8つの郷にはそれぞれ3つの里があった。
- 神原郷 - 現在の雲南市加茂町神原、宇治、南加茂、近松、立原辺り。
- 屋代郷 - 矢代郷から神亀3年（726年）に改名した。
- 屋裏郷 - 矢内郷から神亀3年（726年）に改名した。
- 佐世郷 - 現在の雲南市大東町飯田、養賀、上佐世、下佐世、大ヶ谷辺り。
- 阿用郷 - 阿欲郷から神亀3年（726年）に改名した。現在の雲南市大東町西阿用、東阿用、上阿用、下阿用、岡村、川井、清田辺り。
- 海潮郷 - 得鹽郷から神亀3年（726年）に改名した。現在の雲南市大東町田中、新庄、山王寺、須賀、薦沢、南村、小河内、刈畑、塩田、北村、中湯石、金成、清田、篠淵辺り。
- 来次郷 - 現在の雲南市木次町木次、新市、寺領、宇谷、西日登、東日登、大東町上久野、下久野辺り。
- 斐伊郷 - 樋郷から神亀3年（726年）に改名した。現在の雲南市木次町里方、山方辺り。

#### 式内社
『延喜式』神名帳に記される郡内の式内社。
| 神名帳                 | 神名帳            | 神名帳 | 神名帳           | 比定社                    | 比定社                       | 比定社 | 集成 |
| 社名                   | 読み              | 格     | 付記             | 社名                      | 所在地                       | 備考   | 集成 |
| ---------------------- | ----------------- | ------ | ---------------- | ------------------------- | ---------------------------- | ------ | ---- |
| 大原郡 13座（並小）    |                   |        |                  |                           |                              |        |      |
| 宇能遅神社             | ウノチノ          | 小     |                  | 宇能遅神社                | 島根県雲南市加茂町宇治324    |        |      |
| 同社坐須美祢神社       | -スミネノ         | 小     |                  | （論）合祀：宇能遅神社    | 同上                         |        |      |
| 同社坐須美祢神社       | -スミネノ         | 小     | （論）須美祢神社 | 島根県雲南市加茂町立原115 |                              |        |      |
| 神原神社               | カンハラノ        | 小     |                  | 神原神社                  | 島根県雲南市加茂町神原1436   |        |      |
| 八口神社               | ヤクチノ          | 小     |                  | 八口神社                  | 島根県雲南市加茂町神原98     |        |      |
| 御代神社               | ミシロノ          | 小     |                  | 御代神社                  | 島根県雲南市加茂町三代485    |        |      |
| 布須神社               | フスノ            | 小     |                  | （論）布須神社            | 島根県雲南市加茂町延野251    |        |      |
| 布須神社               | フスノ            | 小     | （論）布須神社   | 島根県雲南市木次町宇谷367 |                              |        |      |
| 斐伊神社               | ヒイノ            | 小     |                  | 斐伊神社                  | 島根県雲南市木次町里方463    |        |      |
| 同社坐斐伊波夜比古神社 | -ヒイノハヤヒコノ | 小     |                  | 合祀：斐伊神社            | 同上                         |        |      |
| 来次神社               | キスキノ          | 小     |                  | 来次神社                  | 島根県雲南市木次町木次782    |        |      |
| 加多神社               | カタノ            | 小     |                  | 加多神社                  | 島根県雲南市大東町大東362    |        |      |
| 佐世神社               | サセノ            | 小     |                  | 佐世神社                  | 島根県雲南市大東町下佐世1202 |        |      |
| 西利太神社             | セリタノ ニシト   | 小     |                  | 世利太神社                | 島根県雲南市大東町清田67     |        |      |
| 海潮神社               | ウシヲノ          | 小     |                  | 海潮神社                  | 島根県雲南市大東町南村424    |        |      |
| 凡例を表示             |                   |        |                  |                           |                              |        |      |

### 近世以降の沿革
- 明治初年時点で、全域が出雲松江藩領であった。「旧高旧領取調帳データベース」に記載されている明治初年時点での村は以下の通り[注釈 2]。（1町66村）[注釈 3]

上佐世村、下佐世村、里方村、山方村、宇治村、大西村、近松村、立原村、養賀村、神原村、三代村、東日登村、西日登村、木次村、上久野村、下久野村、遠所村、幡屋村、大東下分村、針江村、山田村、新宮村、飯田村、東阿用村、西阿用村、阿用下分村、猪尾村、東谷村、砂子原村、岩倉村、大崎村、延野村、大竹村、南村、中屋村、湯村、飛石村、北村、引坂村、山王寺村、刈畑村、小河内村、薦沢村、諏訪村（現・大東町須賀）、大東本郷村、稲村、新庄村、田中村、塩田村、篠谷村、金坂村、織部村、清田村、大木原村、成木村、加茂中村、南加茂村、仁和寺村、前原村、大東町、大ヶ谷村、畑鵯村、箱淵村、寺領村、宇谷村、川井村、岡村
- 明治4年
  - 7月14日（1871年8月29日） - 廃藩置県により松江県の管轄となる。
  - 11月15日（1871年12月26日） - 第1次府県統合により島根県の管轄となる。
- 明治8年（1875年）9月5日[2]（1町57村）
  - 中屋村・湯村・飛石村が合併して中湯石村となる。
  - 大東本郷村・稲村・織部村・大木原村が合併して大東村となる。
  - 篠谷村・箱淵村が合併して篠淵村となる。
  - 金坂村・成木村が合併して金成村となる。
  - 針江村が大東下分村に、引坂村が諏訪村にそれぞれ合併。
- 明治12年（1879年）1月12日 - 郡区町村編制法の島根県での施行により行政区画としての大原郡が発足。郡役所が大東村に設置。
- 明治17年（1864年） - 里方村・山方村が合併して斐伊村となる。（1町56村）

### 町村制以降の沿革

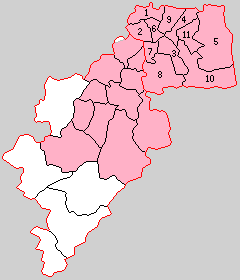
1.屋裏村 2.神原村 3.佐世村 4.春殖村 5.海潮村 6.加茂村 7.木次村 8.日登村 9.幡屋村 10.阿用村 11.大東村（赤：雲南市）

- 明治22年（1889年）4月1日 - 町村制の施行により、下記の各村が発足。全域が現・雲南市。（11村）
  - 屋裏村 ← 東谷村、岩倉村、猪尾村、大崎村、延野村、大竹村、新宮村、砂子原村
  - 神原村 ← 宇治村、三代村、神原村、南加茂村
  - 佐世村 ← 西阿用村、大ヶ谷村、上佐世村、下佐世村
  - 春殖村 ← 畑鵯村、山田村、大東下分村、養賀村、飯田村
  - 海潮村 ← 塩田村、篠淵村、中湯石村、北村、南村、小河内村、刈畑村、山王寺村、薦沢村、諏訪村
  - 加茂村 ← 加茂中村、大西村、近松村、立原村
  - 木次村 ← 木次町[注釈 8]、木次村、斐伊村
  - 日登村 ← 東日登村、西日登村、寺領村、宇谷村
  - 幡屋村 ← 前原村、仁和寺村、幡屋村、遠所村
  - 阿用村 ← 上久野村、下久野村、川井村、東阿用村、岡村、阿用下分村
  - 大東村 ← 大東町、大東村、田中村、新庄村、清田村、金成村
- 明治24年（1891年）4月1日（1町11村）
  - 木次村の一部（山方・里方）が分立して斐伊村が発足。
  - 木次村が町制施行して木次町（第1次）となる。
- 明治29年（1896年）8月1日 - 郡制を施行。
- 明治36年（1903年）11月6日 - 大東村が町制施行して大東町となる。（2町10村）
- 大正12年（1923年）4月1日 - 郡会が廃止。郡役所は存続。
- 大正15年（1926年）7月1日 - 郡役所が廃止。以降は地域区分名称となる。
- 昭和4年（1929年）10月2日 - 加茂村が町制施行して加茂町となる[3]。（3町9村）
- 昭和9年（1934年）5月1日 - 加茂町・屋裏村・神原村が合併し、改めて加茂町が発足。（3町7村）
- 昭和26年（1951年）4月1日（3町2村）
  - 大東町・春殖村・幡屋村・阿用村・佐世村が合併し、改めて大東町が発足。
  - 木次町・斐伊村が合併し、改めて木次町が発足。
- 昭和30年（1955年）3月3日 - 木次町・日登村が仁多郡温泉村と合併して雲南木次町が発足。（3町1村）
- 昭和31年（1956年）4月1日 - 海潮村が大東町に編入。（3町）
- 昭和32年（1957年）
  - 5月3日 - 雲南木次町が改称して木次町（第2次）となる。
  - 6月1日 - 木次町が飯石郡三刀屋町の一部（上熊谷・下熊谷の各一部）を編入。
- 平成16年（2004年）11月1日 - 大東町・加茂町・木次町が飯石郡三刀屋町・掛合町・吉田村と合併して雲南市が発足。同日大原郡消滅。

### 変遷表
| 旧 郡    | 明治以前        | 明治初年 - 明治22年      | 明治22年 4月1日 町村制施行 | 明治22年 - 大正15年         | 昭和元年 - 昭和19年                | 昭和元年 - 昭和19年                | 昭和20年 - 昭和29年            | 昭和30年 - 昭和64年         | 昭和30年 - 昭和64年         | 平成元年 - 現在        | 現在   |
| -------- | --------------- | ------------------------ | -------------------------- | --------------------------- | ---------------------------------- | ---------------------------------- | ------------------------------ | --------------------------- | --------------------------- | ---------------------- | ------ |
| 大 原 郡 | 大東町          | 大東町                   | 大東村                     | 明治36年11月6日 町制 大東町 | 大東町                             | 大東町                             | 昭和26年4月1日 大東町          | 大東町                      | 大東町                      | 平成16年11月1日 雲南市 | 雲南市 |
| 大 原 郡 | 大東本郷村      | 明治8年9月5日 大東村     | 大東村                     | 明治36年11月6日 町制 大東町 | 大東町                             | 大東町                             | 昭和26年4月1日 大東町          | 大東町                      | 大東町                      | 平成16年11月1日 雲南市 | 雲南市 |
| 大 原 郡 | 稲村            | 明治8年9月5日 大東村     | 大東村                     | 明治36年11月6日 町制 大東町 | 大東町                             | 大東町                             | 昭和26年4月1日 大東町          | 大東町                      | 大東町                      | 平成16年11月1日 雲南市 | 雲南市 |
| 大 原 郡 | 織部村          | 明治8年9月5日 大東村     | 大東村                     | 明治36年11月6日 町制 大東町 | 大東町                             | 大東町                             | 昭和26年4月1日 大東町          | 大東町                      | 大東町                      | 平成16年11月1日 雲南市 | 雲南市 |
| 大 原 郡 | 大木原村        | 明治8年9月5日 大東村     | 大東村                     | 明治36年11月6日 町制 大東町 | 大東町                             | 大東町                             | 昭和26年4月1日 大東町          | 大東町                      | 大東町                      | 平成16年11月1日 雲南市 | 雲南市 |
| 大 原 郡 | 金坂村          | 明治8年9月5日 金成村     | 大東村                     | 明治36年11月6日 町制 大東町 | 大東町                             | 大東町                             | 昭和26年4月1日 大東町          | 大東町                      | 大東町                      | 平成16年11月1日 雲南市 | 雲南市 |
| 大 原 郡 | 成木村          | 明治8年9月5日 金成村     | 大東村                     | 明治36年11月6日 町制 大東町 | 大東町                             | 大東町                             | 昭和26年4月1日 大東町          | 大東町                      | 大東町                      | 平成16年11月1日 雲南市 | 雲南市 |
| 大 原 郡 | 田中村          | 田中村                   | 大東村                     | 明治36年11月6日 町制 大東町 | 大東町                             | 大東町                             | 昭和26年4月1日 大東町          | 大東町                      | 大東町                      | 平成16年11月1日 雲南市 | 雲南市 |
| 大 原 郡 | 新庄村          | 新庄村                   | 大東村                     | 明治36年11月6日 町制 大東町 | 大東町                             | 大東町                             | 昭和26年4月1日 大東町          | 大東町                      | 大東町                      | 平成16年11月1日 雲南市 | 雲南市 |
| 大 原 郡 | 清田村          | 清田村                   | 大東村                     | 明治36年11月6日 町制 大東町 | 大東町                             | 大東町                             | 昭和26年4月1日 大東町          | 大東町                      | 大東町                      | 平成16年11月1日 雲南市 | 雲南市 |
| 大 原 郡 | 西阿用村        | 西阿用村                 | 佐世村                     | 佐世村                      | 佐世村                             | 佐世村                             | 昭和26年4月1日 大東町          | 大東町                      | 大東町                      | 平成16年11月1日 雲南市 | 雲南市 |
| 大 原 郡 | 大ヶ谷村        | 大ヶ谷村                 | 佐世村                     | 佐世村                      | 佐世村                             | 佐世村                             | 昭和26年4月1日 大東町          | 大東町                      | 大東町                      | 平成16年11月1日 雲南市 | 雲南市 |
| 大 原 郡 | 上佐世村        | 上佐世村                 | 佐世村                     | 佐世村                      | 佐世村                             | 佐世村                             | 昭和26年4月1日 大東町          | 大東町                      | 大東町                      | 平成16年11月1日 雲南市 | 雲南市 |
| 大 原 郡 | 下佐世村        | 下佐世村                 | 佐世村                     | 佐世村                      | 佐世村                             | 佐世村                             | 昭和26年4月1日 大東町          | 大東町                      | 大東町                      | 平成16年11月1日 雲南市 | 雲南市 |
| 大 原 郡 | 前原村          | 前原村                   | 幡屋村                     | 幡屋村                      | 幡屋村                             | 幡屋村                             | 昭和26年4月1日 大東町          | 大東町                      | 大東町                      | 平成16年11月1日 雲南市 | 雲南市 |
| 大 原 郡 | 仁和寺村        | 仁和寺村                 | 幡屋村                     | 幡屋村                      | 幡屋村                             | 幡屋村                             | 昭和26年4月1日 大東町          | 大東町                      | 大東町                      | 平成16年11月1日 雲南市 | 雲南市 |
| 大 原 郡 | 幡屋村          | 幡屋村                   | 幡屋村                     | 幡屋村                      | 幡屋村                             | 幡屋村                             | 昭和26年4月1日 大東町          | 大東町                      | 大東町                      | 平成16年11月1日 雲南市 | 雲南市 |
| 大 原 郡 | 遠所村          | 遠所村                   | 幡屋村                     | 幡屋村                      | 幡屋村                             | 幡屋村                             | 昭和26年4月1日 大東町          | 大東町                      | 大東町                      | 平成16年11月1日 雲南市 | 雲南市 |
| 大 原 郡 | 畑鵯村          | 畑鵯村                   | 春殖村                     | 春殖村                      | 春殖村                             | 春殖村                             | 昭和26年4月1日 大東町          | 大東町                      | 大東町                      | 平成16年11月1日 雲南市 | 雲南市 |
| 大 原 郡 | 山田村          | 山田村                   | 春殖村                     | 春殖村                      | 春殖村                             | 春殖村                             | 昭和26年4月1日 大東町          | 大東町                      | 大東町                      | 平成16年11月1日 雲南市 | 雲南市 |
| 大 原 郡 | 養賀村          | 養賀村                   | 春殖村                     | 春殖村                      | 春殖村                             | 春殖村                             | 昭和26年4月1日 大東町          | 大東町                      | 大東町                      | 平成16年11月1日 雲南市 | 雲南市 |
| 大 原 郡 | 飯田村          | 飯田村                   | 春殖村                     | 春殖村                      | 春殖村                             | 春殖村                             | 昭和26年4月1日 大東町          | 大東町                      | 大東町                      | 平成16年11月1日 雲南市 | 雲南市 |
| 大 原 郡 | 大東下分村      | 明治8年9月5日 大東下分村 | 春殖村                     | 春殖村                      | 春殖村                             | 春殖村                             | 昭和26年4月1日 大東町          | 大東町                      | 大東町                      | 平成16年11月1日 雲南市 | 雲南市 |
| 大 原 郡 | 針江村          | 明治8年9月5日 大東下分村 | 春殖村                     | 春殖村                      | 春殖村                             | 春殖村                             | 昭和26年4月1日 大東町          | 大東町                      | 大東町                      | 平成16年11月1日 雲南市 | 雲南市 |
| 大 原 郡 | 上久野村        | 上久野村                 | 阿用村                     | 阿用村                      | 阿用村                             | 阿用村                             | 昭和26年4月1日 大東町          | 大東町                      | 大東町                      | 平成16年11月1日 雲南市 | 雲南市 |
| 大 原 郡 | 下久野村        | 下久野村                 | 阿用村                     | 阿用村                      | 阿用村                             | 阿用村                             | 昭和26年4月1日 大東町          | 大東町                      | 大東町                      | 平成16年11月1日 雲南市 | 雲南市 |
| 大 原 郡 | 川井村          | 川井村                   | 阿用村                     | 阿用村                      | 阿用村                             | 阿用村                             | 昭和26年4月1日 大東町          | 大東町                      | 大東町                      | 平成16年11月1日 雲南市 | 雲南市 |
| 大 原 郡 | 東阿用村        | 東阿用村                 | 阿用村                     | 阿用村                      | 阿用村                             | 阿用村                             | 昭和26年4月1日 大東町          | 大東町                      | 大東町                      | 平成16年11月1日 雲南市 | 雲南市 |
| 大 原 郡 | 岡村            | 岡村                     | 阿用村                     | 阿用村                      | 阿用村                             | 阿用村                             | 昭和26年4月1日 大東町          | 大東町                      | 大東町                      | 平成16年11月1日 雲南市 | 雲南市 |
| 大 原 郡 | 阿用下分村      | 阿用下分村               | 阿用村                     | 阿用村                      | 阿用村                             | 阿用村                             | 昭和26年4月1日 大東町          | 大東町                      | 大東町                      | 平成16年11月1日 雲南市 | 雲南市 |
| 大 原 郡 | 塩田村          | 塩田村                   | 海潮村                     | 海潮村                      | 海潮村                             | 海潮村                             | 海潮村                         | 昭和31年4月1日 大東町に編入 | 大東町                      | 平成16年11月1日 雲南市 | 雲南市 |
| 大 原 郡 | 北村            | 北村                     | 海潮村                     | 海潮村                      | 海潮村                             | 海潮村                             | 海潮村                         | 昭和31年4月1日 大東町に編入 | 大東町                      | 平成16年11月1日 雲南市 | 雲南市 |
| 大 原 郡 | 南村            | 南村                     | 海潮村                     | 海潮村                      | 海潮村                             | 海潮村                             | 海潮村                         | 昭和31年4月1日 大東町に編入 | 大東町                      | 平成16年11月1日 雲南市 | 雲南市 |
| 大 原 郡 | 小河内村        | 小河内村                 | 海潮村                     | 海潮村                      | 海潮村                             | 海潮村                             | 海潮村                         | 昭和31年4月1日 大東町に編入 | 大東町                      | 平成16年11月1日 雲南市 | 雲南市 |
| 大 原 郡 | 刈畑村          | 刈畑村                   | 海潮村                     | 海潮村                      | 海潮村                             | 海潮村                             | 海潮村                         | 昭和31年4月1日 大東町に編入 | 大東町                      | 平成16年11月1日 雲南市 | 雲南市 |
| 大 原 郡 | 山王寺村        | 山王寺村                 | 海潮村                     | 海潮村                      | 海潮村                             | 海潮村                             | 海潮村                         | 昭和31年4月1日 大東町に編入 | 大東町                      | 平成16年11月1日 雲南市 | 雲南市 |
| 大 原 郡 | 薦沢村          | 薦沢村                   | 海潮村                     | 海潮村                      | 海潮村                             | 海潮村                             | 海潮村                         | 昭和31年4月1日 大東町に編入 | 大東町                      | 平成16年11月1日 雲南市 | 雲南市 |
| 大 原 郡 | 篠谷村          | 明治8年9月5日 篠淵村     | 海潮村                     | 海潮村                      | 海潮村                             | 海潮村                             | 海潮村                         | 昭和31年4月1日 大東町に編入 | 大東町                      | 平成16年11月1日 雲南市 | 雲南市 |
| 大 原 郡 | 箱淵村          | 明治8年9月5日 篠淵村     | 海潮村                     | 海潮村                      | 海潮村                             | 海潮村                             | 海潮村                         | 昭和31年4月1日 大東町に編入 | 大東町                      | 平成16年11月1日 雲南市 | 雲南市 |
| 大 原 郡 | 中屋村          | 明治8年9月5日 中湯石村   | 海潮村                     | 海潮村                      | 海潮村                             | 海潮村                             | 海潮村                         | 昭和31年4月1日 大東町に編入 | 大東町                      | 平成16年11月1日 雲南市 | 雲南市 |
| 大 原 郡 | 湯村            | 明治8年9月5日 中湯石村   | 海潮村                     | 海潮村                      | 海潮村                             | 海潮村                             | 海潮村                         | 昭和31年4月1日 大東町に編入 | 大東町                      | 平成16年11月1日 雲南市 | 雲南市 |
| 大 原 郡 | 飛石村          | 明治8年9月5日 中湯石村   | 海潮村                     | 海潮村                      | 海潮村                             | 海潮村                             | 海潮村                         | 昭和31年4月1日 大東町に編入 | 大東町                      | 平成16年11月1日 雲南市 | 雲南市 |
| 大 原 郡 | 諏訪村          | 明治8年9月5日 諏訪村     | 海潮村                     | 海潮村                      | 海潮村                             | 海潮村                             | 海潮村                         | 昭和31年4月1日 大東町に編入 | 大東町                      | 平成16年11月1日 雲南市 | 雲南市 |
| 大 原 郡 | 引坂村          | 明治8年9月5日 諏訪村     | 海潮村                     | 海潮村                      | 海潮村                             | 海潮村                             | 海潮村                         | 昭和31年4月1日 大東町に編入 | 大東町                      | 平成16年11月1日 雲南市 | 雲南市 |
| 大 原 郡 | 加茂中村        | 加茂中村                 | 加茂村                     | 加茂村                      | 昭和4年10月2日 町制 加茂町         | 昭和9年5月1日 加茂町               | 加茂町                         | 加茂町                      | 加茂町                      | 平成16年11月1日 雲南市 | 雲南市 |
| 大 原 郡 | 大西村          | 大西村                   | 加茂村                     | 加茂村                      | 昭和4年10月2日 町制 加茂町         | 昭和9年5月1日 加茂町               | 加茂町                         | 加茂町                      | 加茂町                      | 平成16年11月1日 雲南市 | 雲南市 |
| 大 原 郡 | 近松村          | 近松村                   | 加茂村                     | 加茂村                      | 昭和4年10月2日 町制 加茂町         | 昭和9年5月1日 加茂町               | 加茂町                         | 加茂町                      | 加茂町                      | 平成16年11月1日 雲南市 | 雲南市 |
| 大 原 郡 | 立原村          | 立原村                   | 加茂村                     | 加茂村                      | 昭和4年10月2日 町制 加茂町         | 昭和9年5月1日 加茂町               | 加茂町                         | 加茂町                      | 加茂町                      | 平成16年11月1日 雲南市 | 雲南市 |
| 大 原 郡 | 東谷村          | 東谷村                   | 屋裏村                     | 屋裏村                      | 屋裏村                             | 昭和9年5月1日 加茂町               | 加茂町                         | 加茂町                      | 加茂町                      | 平成16年11月1日 雲南市 | 雲南市 |
| 大 原 郡 | 岩倉村          | 岩倉村                   | 屋裏村                     | 屋裏村                      | 屋裏村                             | 昭和9年5月1日 加茂町               | 加茂町                         | 加茂町                      | 加茂町                      | 平成16年11月1日 雲南市 | 雲南市 |
| 大 原 郡 | 猪尾村          | 猪尾村                   | 屋裏村                     | 屋裏村                      | 屋裏村                             | 昭和9年5月1日 加茂町               | 加茂町                         | 加茂町                      | 加茂町                      | 平成16年11月1日 雲南市 | 雲南市 |
| 大 原 郡 | 大崎村          | 大崎村                   | 屋裏村                     | 屋裏村                      | 屋裏村                             | 昭和9年5月1日 加茂町               | 加茂町                         | 加茂町                      | 加茂町                      | 平成16年11月1日 雲南市 | 雲南市 |
| 大 原 郡 | 延野村          | 延野村                   | 屋裏村                     | 屋裏村                      | 屋裏村                             | 昭和9年5月1日 加茂町               | 加茂町                         | 加茂町                      | 加茂町                      | 平成16年11月1日 雲南市 | 雲南市 |
| 大 原 郡 | 大竹村          | 大竹村                   | 屋裏村                     | 屋裏村                      | 屋裏村                             | 昭和9年5月1日 加茂町               | 加茂町                         | 加茂町                      | 加茂町                      | 平成16年11月1日 雲南市 | 雲南市 |
| 大 原 郡 | 新宮村          | 新宮村                   | 屋裏村                     | 屋裏村                      | 屋裏村                             | 昭和9年5月1日 加茂町               | 加茂町                         | 加茂町                      | 加茂町                      | 平成16年11月1日 雲南市 | 雲南市 |
| 大 原 郡 | 砂子原村        | 砂子原村                 | 屋裏村                     | 屋裏村                      | 屋裏村                             | 昭和9年5月1日 加茂町               | 加茂町                         | 加茂町                      | 加茂町                      | 平成16年11月1日 雲南市 | 雲南市 |
| 大 原 郡 | 宇治村          | 宇治村                   | 神原村                     | 神原村                      | 神原村                             | 昭和9年5月1日 加茂町               | 加茂町                         | 加茂町                      | 加茂町                      | 平成16年11月1日 雲南市 | 雲南市 |
| 大 原 郡 | 三代村          | 三代村                   | 神原村                     | 神原村                      | 神原村                             | 昭和9年5月1日 加茂町               | 加茂町                         | 加茂町                      | 加茂町                      | 平成16年11月1日 雲南市 | 雲南市 |
| 大 原 郡 | 神原村          | 神原村                   | 神原村                     | 神原村                      | 神原村                             | 昭和9年5月1日 加茂町               | 加茂町                         | 加茂町                      | 加茂町                      | 平成16年11月1日 雲南市 | 雲南市 |
| 大 原 郡 | 南加茂村        | 南加茂村                 | 神原村                     | 神原村                      | 神原村                             | 昭和9年5月1日 加茂町               | 加茂町                         | 加茂町                      | 加茂町                      | 平成16年11月1日 雲南市 | 雲南市 |
| 大 原 郡 | 木次町          | 木次町                   | 木次村                     | 明治24年4月1日 町制 木次町  | 木次町                             | 木次町                             | 昭和26年4月1日 木次町          | 昭和30年3月3日 雲南木次町   | 昭和32年5月3日 改称 木次町  | 平成16年11月1日 雲南市 | 雲南市 |
| 大 原 郡 | 木次村          | 木次村                   | 木次村                     | 明治24年4月1日 町制 木次町  | 木次町                             | 木次町                             | 昭和26年4月1日 木次町          | 昭和30年3月3日 雲南木次町   | 昭和32年5月3日 改称 木次町  | 平成16年11月1日 雲南市 | 雲南市 |
| 大 原 郡 | 里方村          | 明治17年 斐伊村          | 木次村                     | 明治24年4月1日 分立 斐伊村  | 木次町                             | 木次町                             | 昭和26年4月1日 木次町          | 昭和30年3月3日 雲南木次町   | 昭和32年5月3日 改称 木次町  | 平成16年11月1日 雲南市 | 雲南市 |
| 大 原 郡 | 山方村          | 明治17年 斐伊村          | 木次村                     | 明治24年4月1日 分立 斐伊村  | 木次町                             | 木次町                             | 昭和26年4月1日 木次町          | 昭和30年3月3日 雲南木次町   | 昭和32年5月3日 改称 木次町  | 平成16年11月1日 雲南市 | 雲南市 |
| 大 原 郡 | 東日登村        | 東日登村                 | 日登村                     | 日登村                      | 日登村                             | 日登村                             | 日登村                         | 昭和30年3月3日 雲南木次町   | 昭和32年5月3日 改称 木次町  | 平成16年11月1日 雲南市 | 雲南市 |
| 大 原 郡 | 西日登村        | 西日登村                 | 日登村                     | 日登村                      | 日登村                             | 日登村                             | 日登村                         | 昭和30年3月3日 雲南木次町   | 昭和32年5月3日 改称 木次町  | 平成16年11月1日 雲南市 | 雲南市 |
| 大 原 郡 | 寺領村          | 寺領村                   | 日登村                     | 日登村                      | 日登村                             | 日登村                             | 日登村                         | 昭和30年3月3日 雲南木次町   | 昭和32年5月3日 改称 木次町  | 平成16年11月1日 雲南市 | 雲南市 |
| 大 原 郡 | 宇谷村          | 宇谷村                   | 日登村                     | 日登村                      | 日登村                             | 日登村                             | 日登村                         | 昭和30年3月3日 雲南木次町   | 昭和32年5月3日 改称 木次町  | 平成16年11月1日 雲南市 | 雲南市 |
| 仁 多 郡 | 湯村            | 明治8年9月5日 湯村       | 温泉村                     | 温泉村                      | 温泉村                             | 温泉村                             | 温泉村                         | 昭和30年3月3日 雲南木次町   | 昭和32年5月3日 改称 木次町  | 平成16年11月1日 雲南市 | 雲南市 |
| 仁 多 郡 | 槻屋村          | 明治8年9月5日 湯村       | 温泉村                     | 温泉村                      | 温泉村                             | 温泉村                             | 温泉村                         | 昭和30年3月3日 雲南木次町   | 昭和32年5月3日 改称 木次町  | 平成16年11月1日 雲南市 | 雲南市 |
| 仁 多 郡 | 平田村          | 明治8年9月5日 平田村     | 温泉村                     | 温泉村                      | 温泉村                             | 温泉村                             | 温泉村                         | 昭和30年3月3日 雲南木次町   | 昭和32年5月3日 改称 木次町  | 平成16年11月1日 雲南市 | 雲南市 |
| 仁 多 郡 | 尾原村          | 明治8年9月5日 平田村     | 温泉村                     | 温泉村                      | 温泉村                             | 温泉村                             | 温泉村                         | 昭和30年3月3日 雲南木次町   | 昭和32年5月3日 改称 木次町  | 平成16年11月1日 雲南市 | 雲南市 |
| 仁 多 郡 | 石村            | 明治8年9月5日 平田村     | 温泉村                     | 温泉村                      | 温泉村                             | 温泉村                             | 温泉村                         | 昭和30年3月3日 雲南木次町   | 昭和32年5月3日 改称 木次町  | 平成16年11月1日 雲南市 | 雲南市 |
| 仁 多 郡 | 北原村          | 明治8年9月5日 北原村     | 温泉村                     | 温泉村                      | 温泉村                             | 温泉村                             | 温泉村                         | 昭和30年3月3日 雲南木次町   | 昭和32年5月3日 改称 木次町  | 平成16年11月1日 雲南市 | 雲南市 |
| 仁 多 郡 | 下布施村        | 明治8年9月5日 北原村     | 温泉村                     | 温泉村                      | 温泉村                             | 温泉村                             | 温泉村                         | 昭和30年3月3日 雲南木次町   | 昭和32年5月3日 改称 木次町  | 平成16年11月1日 雲南市 | 雲南市 |
| 飯 石 郡 | 下熊谷村 の一部 | 下熊谷村の一部           | 三刀屋村 の一部            | 三刀屋村の一部              | 昭和3年11月1日 町制 三刀屋町の一部 | 昭和3年11月1日 町制 三刀屋町の一部 | 昭和29年1月20日 三刀屋町の一部 | 三刀屋町の一部              | 昭和32年6月1日 木次町に編入 | 平成16年11月1日 雲南市 | 雲南市 |
| 飯 石 郡 | 上熊谷村 の一部 | 上熊谷村の一部           | 飯石村 の一部              | 飯石村の一部                | 飯石村の一部                       | 飯石村の一部                       | 昭和29年1月20日 三刀屋町の一部 | 三刀屋町の一部              | 昭和32年6月1日 木次町に編入 | 平成16年11月1日 雲南市 | 雲南市 |

## 行政
歴代郡長
| 代 | 氏名 | 就任年月日                | 退任年月日                | 備考                   |
| -- | ---- | ------------------------- | ------------------------- | ---------------------- |
| 1  |      | 明治12年（1879年）1月12日 |                           |                        |
|    |      |                           | 大正15年（1926年）6月30日 | 郡役所廃止により、廃官 |